# أزورلة
الأزورلّة (الاسم العلمي:Azorella) هي جنس من النباتات يتبع الفصيلة الخيمية من رتبة الخيميات.

## أنواع الأزورلة
- أزورلة أكوادورية
- أزورلة باتاغونية
- أزورلة ثلاثية الشعب
- أزورلة ثلاثية الأوراق
- أزورلة ثنائية الفصوص
- أزورلة جليدية
- أزورلة خيطية
- أزورلة رجل الذئب
- أزورلة سمينة
- أزورلة شوكية
- أزورلة عذقية
- أزورلة فيوغيانية
- أزورلة كثيفة
- أزورلة متعددة الشقوق
- أزورلة متنوعة الأوراق
- أزورلة مخفية الزهور
- أزورلة مشطية
- أزورلة معنقة
- أزورلة مفرضة
- أزورلة وسادية
- أزورلة بركانية
- أزورلة ثلجية
- أزورلة جزريانية
- أزورلة عديمة الجذع
- أزورلة كاسرة الحجر
- أزورلة متساوية الألوان
- أزورلة مورينية